# Селехметьева, Оксана Олеговна
Оксана Олеговна Селехметьева (род. 13 января 2003, Каменка, Пензенская область) — российская профессиональная теннисистка, мастер спорта России (2018). Победительница одиннадцати турниров ITF (три — в одиночном разряде). Победительница двух юниорских турниров Большого шлема в парном разряде (Открытый чемпионат США-2019, Открытый чемпионат Франции-2021); финалистка одного юниорского турнира Большого шлема в парном разряде (Уимблдон-2019); бывшая седьмая ракетка мира в юниорском рейтинге ITF (2021).

## Общая биография
Родителей Оксаны зовут Наталья и Олег.

## Спортивная карьера
Юниорские турниры
Уроженка Каменки впервые взяла ракетку в руки в шесть лет. Наиболее удобное покрытие — грунт.
В 2016—2017 годах она стала победительницей двух юниорских турниров ITF в одиночном разряде. И в 2016—2021 годах стала победительницей ещё восьми аналогичных соревнований в парном разряде.
В октябре 2018 года участвовала на юношеских Олимпийских игр, где дошла до четвертьфинала во всех трёх разрядах: в одиночном, в парном и миксте.
В июле 2019 года вместе с латышкой Камиллой Бартоне стала финалисткой в парном разряде юниорского Уимблдонского турнира, где они в финале проиграли американкам Саванне Броудес и Абигейл Форбс со счётом: 5-7, 7-5, 2-6.
В августе 2019 года вместе с латышкой Камиллой Бартоне стала победительницей в парном разряде юниорского Открытого чемпионата США, где они в финале победили француженок Обан Дроге и Селену Яничиевич со счётом: 7-5, 7-6(6).
В январе 2020 года на Открытом чемпионате Австралии она вышла в четвертьфинал женского парного разряда среди юниоров со своей партнершей чешской теннисисткой Линдой Носковой.
В начале июня 2021 года вместе с филиппинкой Александрой Эала стала победительницей в парном разряде юниорского Открытого чемпионата Франции, где они в финале победили Марию Бондаренко и Амариссу Тот со счётом: 6-0, 7-5.
Взрослые турниры
В 2021—2022 годах стала победительницей двух турниров ITF в одиночном разряде.
И в 2020—2023 годах стала победительницей ещё восьми турниров ITF в парном разряде.
В мае 2022 года она квалифицировалась на свой первый турнир Большого шлема — на Открытый чемпионат Франции после победы в квалификации над Екатериной Байндль, Элизабеттой Коччаретто и Осеан Бабель. Но в первом раунде основной сетки турнира она проиграла словенской теннисистке Кайе Юван со счетом: 5-7, 6-7.
В январе 2023 году прошла квалификацию и участвовала на Открытом чемпионате Австралии, но в первом раунде основной сетки турнира она проиграла хорватке Донне Векич со счетом: 2-6, 6-2, 6-7(7).
В конце мая 2024 года участвовала в квалификации на Открытый чемпионат Франции, но в финальном раунде квалификации проиграла американке Кэти Волынец со счётом: 3-6, 4-6.
В конце июня 2024 года участвовала в квалификации на Уимблдонский турнир, но в полуфинальном раунде квалификации проиграла мексиканской теннисистке Ренате Сарасуа со счётом: 6-3, 3-6, 4-6.

## Итоговое место в рейтинге WTA по годам
| Год  | Одиночный рейтинг | Парный рейтинг |
| 2024 | 176               | -              |
| 2023 | 419               | 492            |
| 2022 | 174               | 234            |
| 2021 | 226               | 208            |
| 2020 | 683               | 666            |
| 2019 | 781               | -              |

## Выступления на турнирах

### Финалы турнировWTA 125иITFв одиночном разряде (6)

#### Победы (3)
| Легенда:                  |
| ------------------------- |
| WTA 125 (0)               |
| 100.000 USD (0)           |
| 80.000 USD (0)            |
| 75.000 (60.000) USD (2+3) |
| 50.000 (40.000) USD (0)   |
| 35.000 (25.000) USD (0+1) |
| 15.000 USD (1+4)          |

| Титулы по покрытиям | Титулы по месту проведения матчей турнира |
| ------------------- | ----------------------------------------- |
| Хард (1+3)          | Зал (0+2)                                 |
| Грунт (2+5)         | Зал (0+2)                                 |
| Трава (0)           | Открытый воздух (3+6)                     |
| Ковёр (0)           | Открытый воздух (3+6)                     |

| №  | Дата           | Турнир            | Покрытие | Соперница в финале | Счёт        |
| 1. | 7 февраля 2021 | Манакор, Испания  | Хард     | Сюзан Ламенс       | 6-3 6-2     |
| 2. | 3 июля 2022    | Монпелье, Франция | Грунт    | Катерина Байндль   | 6-3 5-7 7-5 |
| 3. | 14 июля 2024   | Рим, Италия       | Грунт    | Лина Джёрческа     | 6-1 7-6(3)  |

#### Поражения (3)
| №  | Дата         | Турнир            | Покрытие | Соперница в финале | Счёт        |
| 1. | 18 июля 2021 | Биарриц, Франция  | Грунт    | Франческа Джонс    | 4-6 6-7(4)  |
| 2. | 7 июля 2024  | Монпелье, Франция | Грунт    | Майя Хвалиньская   | 3-6 2-6     |
| 3. | 20 июля 2025 | Рим, Италия       | Грунт    | Петра Марчинко     | 3-6 6-4 3-6 |

### Финалы турнировWTA 125иITFв парном разряде (14)

#### Победы (8)
| №  | Дата            | Турнир                             | Покрытие    | Партнёрша          | Соперницы в финале                    | Счёт              |
| 1. | 6 сентября 2020 | Марбелья, Испания                  | Грунт       | Алина Чараева      | Мириам Бьянка Булгару Виктория Мунтян | 6-3 6-2           |
| 2. | 1 сентября 2020 | Кастель-Пладжа-де-Аро, Испания     | Грунт       | Алина Чараева      | Алба Карильо Марин Хулия Пайола       | 5-7 6-1 [10-5]    |
| 3. | 13 декабря 2020 | Мадрид, Испания                    | Грунт (зал) | Анхела Фита Болуда | Барбара Гатика Ребека Перейра         | 7-6(4) 1-6 [10-5] |
| 4. | 24 января 2021  | Манакор, Испания                   | Хард        | Анхела Фита Болуда | Илена Ин-Альбон Валентина Рисер       | 6-1 4-6 [10-5]    |
| 5. | 14 марта 2021   | Манакор, Испания                   | Хард        | Анхела Фита Болуда | Илена Ин-Альбон Ребека Масарова       | 6-2 5-7 [10-8]    |
| 6. | 18 июля 2021    | Биарриц, Франция                   | Грунт       | Даниэла Висмане    | Сара Бет Грей Магали Кемпен           | 6-3 7-6(5)        |
| 7. | 15 августа 2021 | Сан-Бартоломе-де-Тирахана, Испания | Грунт       | Элина Аванесян     | Арианне Хартоно Оливия Тьяндрамулия   | 7-5 6-2           |
| 8. | 29 января 2023  | Андрезье-Бутеон, Франция           | Хард (зал)  | Софья Лансере      | Конни Перрен Ирина Шиманович          | 6-3 6-0           |

#### Поражения (6)
| №  | Дата             | Турнир                         | Покрытие   | Партнёрша          | Соперницы в финале                       | Счёт                 |
| 1. | 31 января 2021   | Манакор, Испания               | Хард       | Анхела Фита Болуда | Илена Ин-Альбон Камилла Розателло        | 6-7(3) 7-6(9) [5-10] |
| 2. | 23 марта 2021    | Кастель-Пладжа-де-Аро, Испания | Грунт      | Александра Эала    | Юстина Микульските Оана Джорджета Симьон | 3-6 5-7              |
| 3. | 19 сентября 2021 | Валенсия, Испания              | Грунт      | Анхела Фита Болуда | Исалин Бонавентюре Екатерина Горгодзе    | 2-6 6-2 [6-10]       |
| 4. | 3 апреля 2002    | Круасси-Бобур, Франция         | Хард (зал) | Софья Лансере      | Изабелла Хаверлаг Юстина Микульските     | 4-6 2-6              |
| 5. | 17 апреля 2002   | Беллинцона, Швейцария          | Грунт      | Ксения Кнолль      | Алисия Барнетт Оливия Николлс            | 4-6 2-6              |
| 6. | 24 апреля 2002   | Кьяссо, Швейцария              | Грунт      | Алёна Большова     | Анастасия Децюк Мириам Колодзиёва        | 3-6 6-1 [8-10]       |